# Partido Unidad Republicana
El Partido Unidad Republicana (PUR) fue un partido político ecuatoriano de ideología neoliberal, fundado en 1991.

## Historia
Su líder, fundador, director nacional, excandidato presidencial y expresidente de la República por el mismo partido fue Sixto Durán Ballén (1992-1996). Bajo su liderazgo, el partido se orientó bajo una línea derechista liberal.
Durán Ballén fundó Unidad Republicana y se postuló para la presidencia de la República en alianza con el Partido Conservador Ecuatoriano, llegando a la segunda vuelta electoral con el líder del Partido Social Cristiano, Jaime Nebot por insistencia de varios de sus amigos y colaboradores al no ser designado como el candidato presidencial por el PSC, anunciando en primer lugar su retiro de la política, pero posteriormente aceptó candidatearse. Ganó las elecciones para la Presidencia de Ecuador en 1992, bajo una plataforma política de libertades amplias e inclusión a todos los sectores, distanciandose del estilo confrontador del PSC y su líder León Febres Cordero, por lo que recibió el apoyo de la mayoría de los partidos en la segunda vuelta. Dicha plataforma política tuvo soporte en los otros sectores populares.
En el año 1996 el PUR apoyó de forma implícita a la candidatura presidencial por el Partido Roldosista Ecuatoriano de Abdalá Bucaram, quién ganó y ratificó al Canciller de Durán Ballén, Galo Leoro Franco en su cargo. El partido fue eliminado tras 5 años de existencia, por lo que su existencia fue ad hoc, únicamente como plataforma gubernamental de Durán Ballén.

## Resultados
| Año  | Candidatos         | Candidatos     | 1a Vuelta | 1a Vuelta | 2.ª Vuelta | 2.ª Vuelta | Resultado | Notas               |
| Año  | Presidente         | Vicepresidente | Votos     | %         | Votos      | %          | Resultado | Notas               |
| ---- | ------------------ | -------------- | --------- | --------- | ---------- | ---------- | --------- | ------------------- |
| 1992 | Sixto Durán-Ballén | Alberto Dahik  | 1.089.154 | 31.88     | 2.146.762  | 57.32      | Electo    | En alianza con PCE. |

### Elecciones Legislativas
| Año  | Cabeza de lista       | Votos | Escaños | Resultados       | Notas |
| ---- | --------------------- | ----- | ------- | ---------------- | ----- |
| 1992 | Roberto Dunn Barreiro |       | 12/77   | \| \| 15.58 % \| |       |
|      | 15.58 %               |       |         |                  |       |

### Elecciones Seccionales
|  | 4.26 % |

|  | 3.70 % |